# Mane (Alta Garonna)
Mane è un comune francese di 1 040 abitanti situato nel dipartimento dell'Alta Garonna nella regione dell'Occitania.

## Società

### Evoluzione demografica
Abitanti censiti